# Stenostephanus latilabris
Stenostephanus latilabris là một loài thực vật có hoa trong họ Ô rô. Loài này được (D.N. Gibson) T.F. Daniel miêu tả khoa học đầu tiên năm 1995.